# Hurstrge
Hurstrge oder Hurstrga, Hurst(ae)rga, ist der Name einer lokalen germanischen Göttin der Bataver, die einzig durch einen Votivstein aus der Zeit von 150 bis 250 u. Z. überliefert ist, der zwischen dem niederländischen Wohnplätzen Kapel-Avezaat und Bergakker bei Tiel (Region Gelderland) gefunden wurde.

## Auffindung und Inschrift

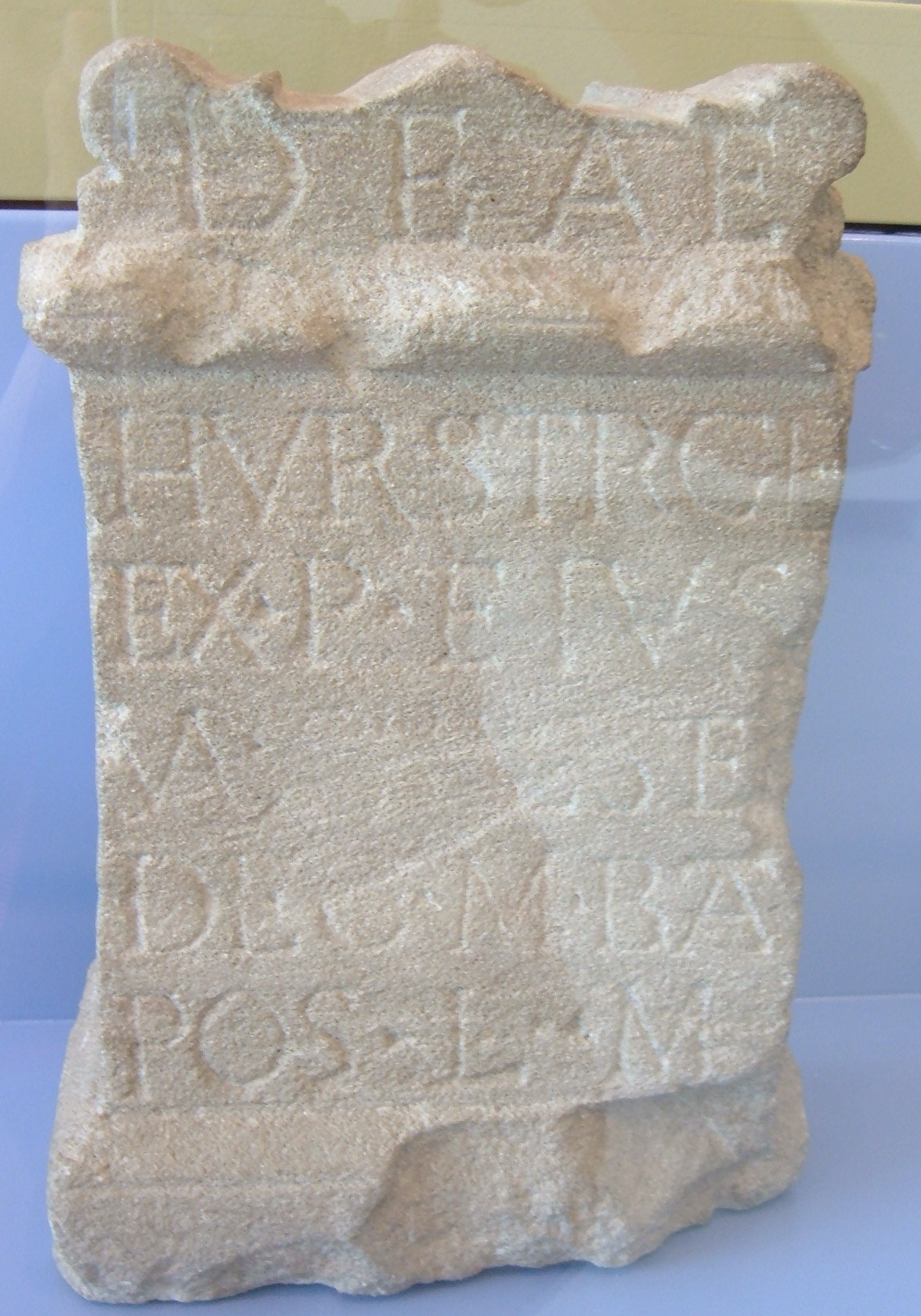
Votivstein für die Göttin Hurstrge von Valerius Silvester, Decurio (Stadtrat) von Municipium Batavorum

Bei Teilgrabungen eines Feldstücks 1955 zwischen Kapel-Avezaat und Bergakker wurde der Stein gefunden und befindet sich heute im Museum Het Valkhof in Nijmegen. Der aus Kalkstein gefertigte Votivstein (20,0 cm B × 29,5 cm H × 12,6 cm T) zeigt sich im überlieferten Zustand von schlichten Habitus mit Materialabbrüchen, mit einfachen umlaufenden abgesetzten Sockel und einer planen Inschriftentafel, ein schlicht profiliertes Gesims und abschließenden Aufsatz mit seitlichen Polstern und in der Mitte mit giebel- oder dachförmiger Spitze. Die sechszeilige Inschrift in üblicher Capitalis ist teilweise berieben, insbesondere ist die Lesbarkeit einzelner Buchstaben beeinträchtigt (Zeile 4).
DEAE
HVRSTRGE
EX P EIVS
VAL SILVESTE[ ]
DEC M BAT
POS L M
Deae / Hurstrge / ex p(raecepto) eius / Val(erius) Silveste[r] / dec(urio) m(unicipii) Bat(avorum) / pos(uit) l(ibens) m(erito).
„Der Göttin Hurstrge hat Valerius Silvester, Stadtrat des Municipiums der Bataver ihrem Auftrage gemäß diesen Stein aufgestellt, gerne und nach Verdienst (der Gottheit).“
Die Inschrift gehört durch die „ex praecepto“ Formel (d. h. auf Geheiß/Anweisung der Göttin) zur Gruppe der niederrheinischen Offenbarungs-Inschriften. Bedeutung hat die Inschrift für die Verwaltungsgeschichte der Germania inferior durch den Beleg des Valerius Silvester als Stadtrat (Decurio) der Siedlung Ulpia Noviomagus Batavorum (Nijmegen), der durch Trajan die Rechte eines Municipiums verliehen wurde, wohingegen die zeitgleiche Gründung der Siedlung Ulpia Traiana (Xanten) den Rechtsstatus einer Colonia erhielt.

## Name und Deutung
Nach Siegfried Gutenbrunner ist das inschriftliche /g/ eine Substitution des germanischen Reibelaut ʒ und steht für ein /j/, sodass ein Vergleich mit der gotischen Dativ Plural Bildung ƕilftrjon in der Bedeutung „den Särgen“ ein Suffix germ. *þrjōn, beziehungsweise konsonantisch dargestellt als trjōn möglich ist. Daraus folgt, das die Dea Hurstrge eine germanische *Hurstrjōn wäre. Des Weiteren folgert Gutenbrunner, dass das Suffix scheinbar aus Wortstämmen Substantive bildet. Als eine solche Bildung sieht er eine parallele Erscheinung im neuhochdeutschen Begriff „Horst“ als Bezeichnung für das Nest eines Raubvogels oder im althochdeutschen horst, hurst mit der Bedeutung für „Gestrüpp“. Er weist jedoch darauf hin, dass das -t in diesen Belegen im Gegensatz zum -t in Hurstrjōn anderer Herkunft ist. Thomas Markey gibt für das Element Hurst ebenfalls die Bedeutung von „Gestrüpp, Dickicht“ an und als eine weitere Option die Bedeutung für eine Erhebung in topografischer Hinsicht wie im Fall einer niederdeutschen Bulte und der äquivalenten niederrheinischen Donke. Die Ergebnisse von Markeys Untersuchungen führen ihn zur Annahme, dass Hurst in einem Bezug zu rituellen Feuern steht, die auf Vegetationskulte weisen und mit der Brandrodung als agrikuturelle Technik, die er mit der Göttin Frija in Verbindung stellt. Tineke Loojinga deutet daher Hurstrga als Onym einer besonderen batavischen Göttin, die in einem Hain auf einem kleineren Hügel als Fruchtbarkeitsgöttin verehrt wurde.
Hierzu wird die Topographie und die Toponomie des Fundorts herangezogen. Der Name Bergakker trägt in sich die Bedeutung einer erhöhten Lage in Bezug auf das örtliche Umfeld. Insbesondere im Gebiet der Betuwe, der Mass- und Rheinarme, sind durch die Sedimentablagerungen Aufschichtungen entstanden und haben die Donke gebildet, deren Gegebenheiten einer sakralen Nutzung diente. Vergleichbar wäre der etwa zwanzig Kilometer südlich gelegene Tempelbezirk von Empel für den batavischen Hercules Magusanus der ebenfalls auf eine Donk in einem Eichenhain errichtet wurde. Des Weiteren wurden bei den Grabungen unmittelbar beim Votivstein der Hurstrga Reste von Baumaterialien aus dem 2. bis 4. Jahrhundert wie Tuffstein, Putzlehm und Bruchstücke römischer Ziegel gefunden, dazu kommen Funde einer Anzahl von diversen Tierknochen (Rind, Pferd, Schaf, Ziege, Schwein); Keramiken wie Terra sigillata, Amphoren und provinzialrömische Steingutware. Im Bereich der örtlichen Fundstelle des runenbeschrifteten merowingerzeitlichen Mundblech, der Runeninschrift von Bergakker (4./5. Jahrhundert), gemachten weiteren Funde wie Fibeln und einer Bronzeplatte mit einer Matronenfiguration lassen vor Ort eine Kultkontinuität annehmen, sodass nach Loojinga ein römerzeitlicher Kultort der Hurstrga „am“ Bergakker plausibel ist. Im mittelbaren Umfeld des Fundorts wurde bei Tiel-Passewaaij in den 1990–2000er Jahren ein eisenzeitlicher batavischer Siedlungsplatz mit Gräberfeld ausgegraben, das in die Zeit von Mitte des 1. Jahrhunderts v. u. Z. bis ins 4. Jahrhundert u. Z. datiert wurde.